# Melvin Jones
Melvin Jones, född 13 januari 1879, död 1 juni 1961, var grundare av välgörenhetsorganisationen Lions International.